# Piet Retief (plaats)
Piet Retief is een plaats en voormalige gemeente in de gemeente Mkhondo in het district Gert Sibande in de provincie Mpumalanga in Zuid-Afrika. Het ligt niet ver van de grens met Swaziland. Het is een houtproducerende plaats. Het werd gesticht in 1883 door de Voortrekkers en vernoemd naar een van hun leider, Piet Retief, die in februari 1838 was gedood door de Zoeloes onder leiding van Dingane.
In 1886 riepen de 72 inwoners van Piet Retief de Klein Vrystaat uit. Deze ging in 1891 op in de Zuid-Afrikaansche Republiek. In 1932 werd de plaats een zelfstandige gemeente. Deze ging in 2000 op in de gemeente Mkhondo.
Belangrijkste trekpleister van het dorp is de Nederduitse Gereformeerde kerk, ontworpen door de Zuid-Afrikaanse architect Gerard Moerdijk. De plaats heeft thans ongeveer veertigduizend inwoners. De jaarlijkse regenval in het gebied bedraagt 1000 mm, de belangrijkste exportproducten van de regio zijn hout, papier en acacia's, met daarnaast ook activiteit in de mica-, kaolien- en ijzermijnbouw.

## Afbeeldingen

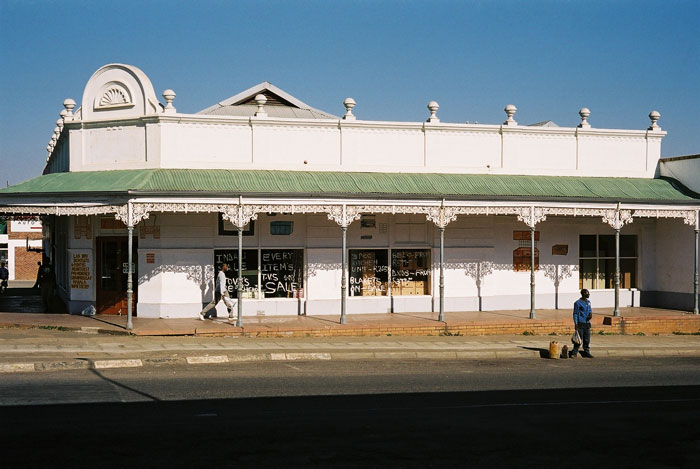
Typisch koloniaal gebouw in Piet Retief
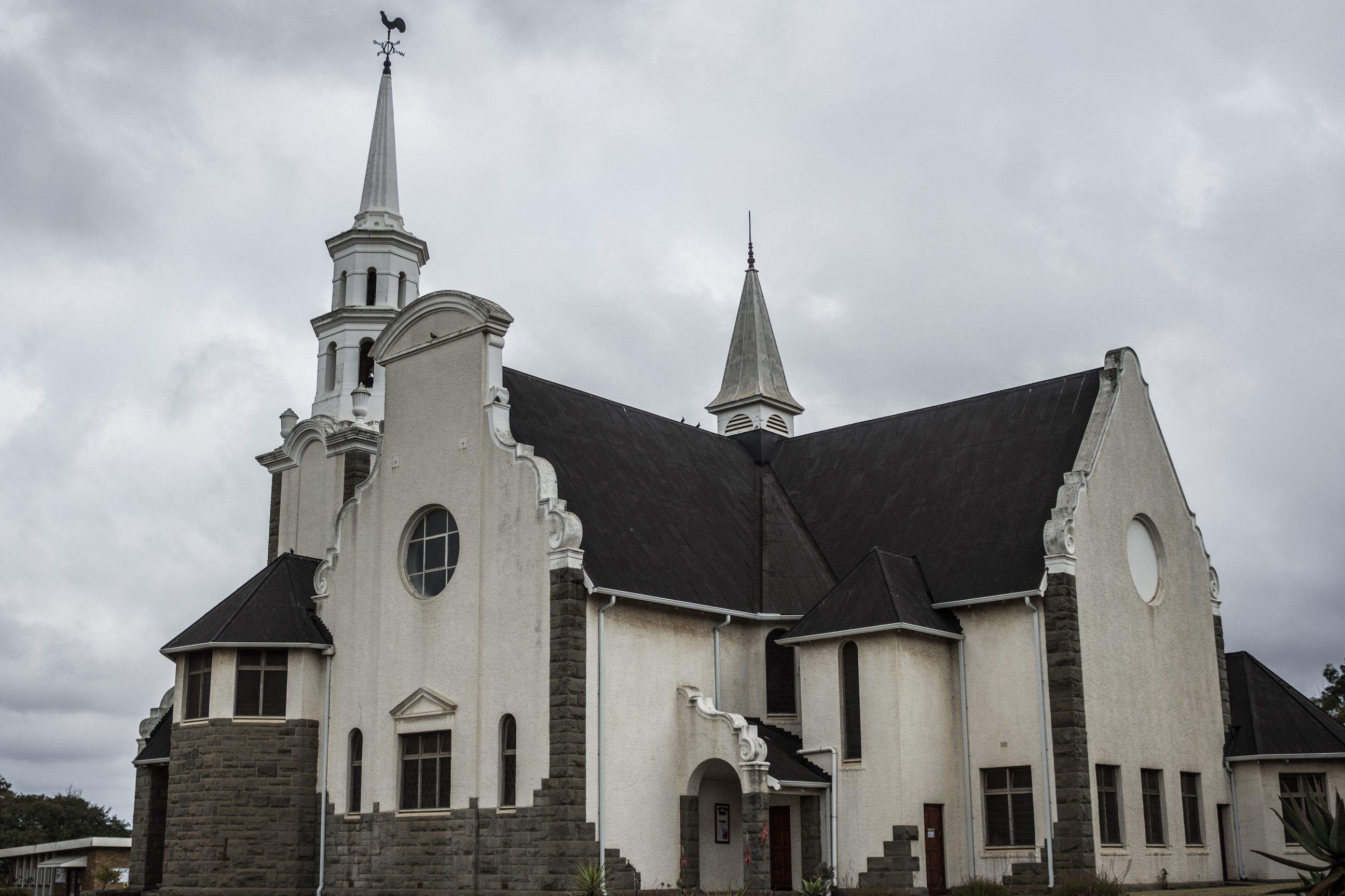
Nederduitse Gereformeerde kerk
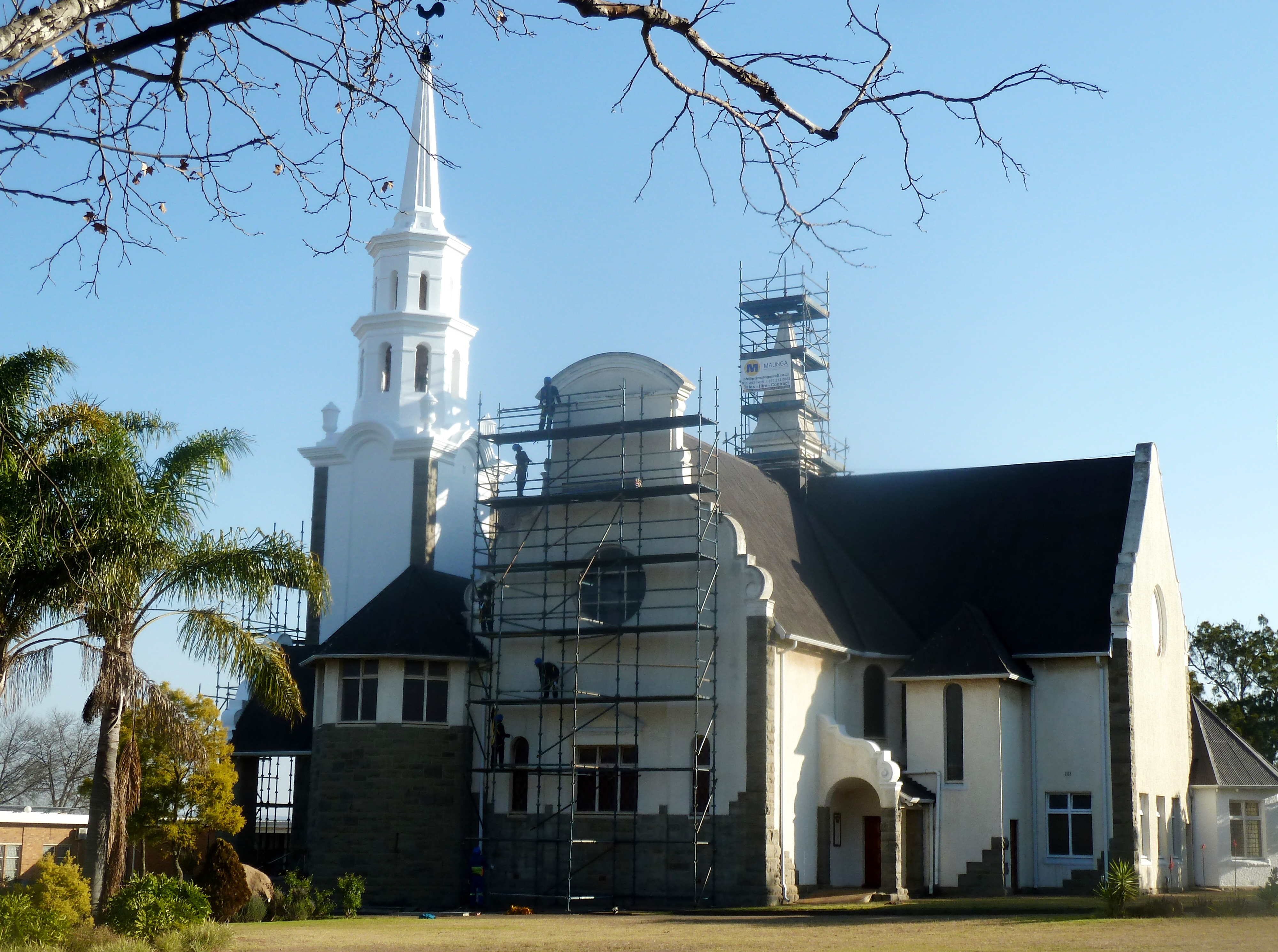
Nederduitse Gereformeerde kerk